# Земельные споры у казахов
Земельные споры (каз. Жер дауы) — в казахском традиционном обществе конфликтные ситуации, участники которых оспаривают установление или предполагаемое право собственности на землю, или право пользования ею (самовольный захват, самовольная запашка, уничтожение межевых знаков, несвоевременное возвращение временно занятой земли).

## До XVIII века
В традиционном казахском обществе земля принадлежала народу. Его целостность являлась признаком государственной самостоятельности (обособленности). Раздел земли по наследству или по причине какого-либо политического события (набег, завоевание) осуществлялся по ханскому указу, а также рассматривался судом биев и аксакалов. Ханская власть издавала законы, на основе которых велось судопроизводство, разграничивали земли между родами, устанавливали порядок пользования. В основных законодательных системах казахского традиционного общества, известных как «Касыма праведный путь», «Есима исконный путь», «Жеты Жаргы», рассматривались наиболее эффективные пути, условия и порядок решения земельных споров. Реки, озера, дороги и арыки являлись общественным имуществом.
При земельном споре каждая сторона, участвовавшая в нём, должна была предъявить свидетелей и доказательства принадлежности ей определённой территории. Этими доказательствами считались: семейное кладбище, колодец, арык, построенная дамба (плотина), посаженные деревья, жилище и другая недвижимость, определяющая территориальные границы собственности. Если хоть одно из доказательств было принято, то истец получал право на возврат земли в свои владения. На недвижимость (сооружение, сады и огороды), являющуюся собственностью ответчика, нейтральная сторона назначала выкупную цену, которую оплачивал истец. Плата за труд, внесенный ответчиком на эту недвижимость, не осуществлялась. В случае, если спор приходил в тупик, проводился обычай «ант ішу» («дать присягу») для подтверждения правильности своих показаний.

## В Российской империи
С включением казахских земель в государственную собственность Российской империи земельное право казахов подверглось изменению. Однако до установления советской власти некоторые[какие?] образцы казахского права по решению земельных споров продолжали применяться.

## В современном Казахстане
В Казахстане все вопросы по земельным спорам регулируются гражданским законодательством, а также законом «О Земле» (30.1.2001, раздел И. «Право собственности и иные вещные права на землю»).